# Ichneutica propria
Ichneutica propria là một loài bướm đêm trong họ Noctuidae.